# Dusona obtutor
Dusona obtutor  (лат.) — вид мелких наездников—ихневмонид (Ichneumonidae) рода Dusona из подсемейства Campopleginae.

## Распространение
Встречается на Дальнем Востоке: Южная Корея, Япония.

## Описание
Длина тела до 11 мм. Жгутик усика состоит из 43 члеников. Жвалы жёлтые, все тазики и вертлуги чёрные. Клипеус слабо выпуклый. Внутренние края глаз несут орнамент в виде глубокого выреза напротив основания усиков. Зеркальцо переднего крыла большое и от его середины отходит 2-я возвратная жилка. Дыхальце проподеума удлинённое. Брюшные сегменты сжатые с боков, красновато-чёрные. Поперечное сечение первого брюшного сегмента трапециевидное или квадратное. Нижнечелюстные щупики 5-члениковые, нижнегубные щупики состоят из 4 сегментов. Предположительно, паразитируют на гусеницах бабочек, обитающих, как правило, на кустарниках и деревьях.
Вид был впервые описан в 1994 году немецким энтомологом Рольфом Хинцем (Hinz Rolf, Мюнхен, Германия) и ревизован в 2014 году корейскими гименоптерологами Дж.-К. Хои и Ж.-В. Ли (Jin-Kyung Choi, Jong-Wook Lee; Department of Life Sciences, Yeungnam University, Gyeongsan, Южная Корея), включён в состав рода Dusona (триба Limneriini).